# Cricetulus migratorius
Cricetulus migratorius é uma espécie de roedor da família Cricetidae.
Pode ser encontrada nos seguintes países: Afeganistão, Bulgária, China, Grécia, Irão, Iraque, Israel, Jordânia, Cazaquistão, Libano, Moldávia, Mongolia, Paquistão, Roménia, Rússia, Turquia e Ucrânia.
Os seus habitats naturais são: áreas rochosas.